# Qaysiyeh
Qaysiyeh (tiếng Ả Rập: القيسية) là một ngôi làng Syria nằm ở Jisr al-Shughur Nahiyah ở huyện Jisr al-Shughur, Idlib. Theo Cục Thống kê Trung ương Syria (CBS), Qaysiyeh có dân số 1156 trong cuộc điều tra dân số năm 2004.